# اتصال ومپایر
اتصال ومپایر (یا اتصال سوراخ‌کننده) نوعی از اتصال است که برای اتصال فیزیکی یک دستگاه، مانند یک کامپیوتر، به شبکه‌ای که از کابل‌کشی 10BASE5 استفاده می‌کند، به کار می‌رود. این دستگاه به کابل متصل شده و با گاز گرفتن کابل (که نام «ومپایر» از همین‌جا می‌آید) با استفاده از ابزاری خاص، پروبی را از طریق سوراخی در پوشش خارجی کابل به داخل هدایت کرده تا به هدایت کننده مرکزی برسد، در حالی که دیگر پین‌ها به هدایت کننده بیرونی متصل می‌شدند.
اتصال ومپایر معمولاً دارای یک رابط واحد اتصال یکپارچه با کانکتور DA-15 بود که یک کابل کوتاه چند‌رشته‌ای از آن به کارت شبکه رایانه (رایانه میزبان) متصل می‌شد.
این نوع اتصال اجازه می‌داد تا بدون قطع کردن کابل، اتصالات جدید به شبکه افزوده شود. این ویژگی به مدیران شبکه امکان می‌داد که بدون قطع کردن ارتباطات، شبکه‌های مبتنی بر توپولوژی باس را گسترش دهند. بدون اتصال ومپایر، برای افزودن اتصالات جدید باید کابل بریده می‌شد و به دو سر آن کانکتورهایی متصل می‌گردید.